# Glenn Branca
Glenn Branca (n. 6 octombrie 1948, Harrisburg, Pennsylvania, SUA – d. 13 mai 2018, New York City, New York, SUA) a fost un compozitor american. Este considerat de critici ca fiind unul dintre cei mai importanți artist de No wave.
Cam în jurul anului 1977, în America de nord, curentuld No Wave a fost legat de curentul post-punk. Formații precum Teenage Jesus and The Jerks, Glenn Branca, Mars, James Chance and the Contortions, DNA, Bush Tetras, Theoretical Girls, Swans și Sonic Youth.

## Muzică
- Lesson #1 For Electric Guitar (99 Records, 1980)
- The Ascension (99 Records, 1981)
- Who Are You Staring At? with John Giorno (GPS, 1982)
- Chicago 82 - A Dip In The Lake (Crepuscule, 1983)
- Symphony #3 (Gloria) (Atavistic, 1983)
- Symphony #1 (Tonal Plexus) (ROIR, 1983)
- The Belly of an Architect [Soundtrack] (contribution)(Crepuscule, 1987)
- Symphony #6 (Devil Choirs At The Gates Of Heaven) (Atavistic, 1989)
- Symphony #2 (The Peak of the Sacred) (Atavistic, 1992)
- The World Upside Down (Crepuscule, 1992)
- The Mysteries (Symphonies #8 & #10) (Atavistic, 1994)
- Century XXI USA 2-Electric/Acoustic (New Tone, 1994)
- Symphony #9 (L'eve Future) (Point, 1995)
- Just Another Asshole (Atavistic, 1995)
- Songs '77-'79 (Atavistic, 1996)
- Symphony #5 (Describing Planes Of An Expanding Hypersphere) (Atavistic, 1999)
- Empty Blue (In Between, 2000)
- Renegade Heaven (Cantaloupe, 2000)
- The Mothman Prophecies [Soundtrack] (contribution)(Lakeshore Records, 2002)